# Карл Опицхаузер
Карл Опицхаузер (на немски: Karl Oppitzhauser) е австрийски пилот от Формула 1, роден е на 4 октомври 1941 г. в Брук ан дер Лайта, Австрия.

## Кариера във Формула 1
Опицхаузер дебютира във „Формула 1“ през 1976 г. в състезание за Голямата награда на Австрия. В световния шампионат на „Формула 1“ записва 1 участие, като не успява да спечели точки. Състезава се с частен „Марч“.